# Gelasma vinosifimbria
Gelasma vinosifimbria är en fjärilsart som beskrevs av Louis Beethoven Prout 1935. Gelasma vinosifimbria ingår i släktet Gelasma och familjen mätare. Inga underarter finns listade i Catalogue of Life.